# Тищенко Олексій Вікторович (футболіст)
Олексій Вікторович Тищенко (нар. 21 липня 1994, Миколаїв, Україна) — український футболіст, півзахисник.

## Життєпис
Вихованець миколаївської ДЮСШ та клубу «Торпедо» (Миколаїв), перший тренер — Генадій Левицький. У 2010 році виступав у клубі «Фенікс-Іллічовець-2». Першу частину сезону 2011/12 років відіграв у друголіговому хмельницькому «Динамо». Потім виступав у молодіжці «Кривбасу». 
У лютому 2014 року підписав контракт з сімферопольською «Таврією». Дебютував в українській Прем'єр-лізі 16 травня 2014 року, вийшовши на заміну в поєдинку проти маріупольського «Іллічівця». У липні 2014 року переїхав до Латвійської футбольної Вищої ліги, де підписав контракт з ФК «Юрмала». Під керівництвом колишнього гравця «Манчестер Юнайтед» Андрія Канчеліскіса зіграв у 11 матчах чемпіонату, в яких відзначився 1 голом. Цей м'яч Тищенко забив 18 жовтня 2014 року в програному (1:2) поєдинку юрмальського дербі проти місцевого «Спартакса». У 2016 році виступав в аматорському клубі «Врадіївка».
У 2017 році виїхав до окупованого Криму, де виступав за місцеві окупаційні команди «Кримтеплиця» та «Кизилташ» у т. зв. «Прем'єр-лізі Криму». Під час своїх виступів в окупації Тищенко у своєму Instagram опублікував фото з геолокацією «Росія, Крим, Сімферополь».
Тим не менш на початку 2019 року Тищенко повернувся на материкову Україну і виступав за друголіговий «Мир» (Горностаївка), а потім грав за аматорські команди «Первомайськ» та «Васт». У 2022 році «Васт» заявився до Другої ліги, де Тищенко зіграв 7 ігор і забив 1 гол. Наступного року зіграв 4 гри у цьому ж дивізіоні за «Чайку». 
Надалі повернувся до аматорського футболу і грав за клуби «Арсенал» (Очаків) та «Імперія Холоду» (Подільськ).